# Helena (luna)
Helena   (grško Ἑλένη: Eléne) je Saturnov notranji pravilni naravni satelit. Nahaja se v Lagrangeevi točki L4, ki se nahaja 60 º za luno Diono, torej je Helena Trojenec lune Dione. V Lagrangeevi točki L5 se nahaja drugi Trojanec, to je luna Polidevk.

## Odkritje in imenovanje
Luno Heleno sta odkrila Pierre Laques in Jean Lecacheux leta 1980 na Observatoriju Pic du Midi v Pirenejih. Prvotno so jo označili z začasnim imenom S/1980 S 6.
Uradno ime je dobila leta 1988 po Heleni iz grške mitologije.

## Lastnosti
Helena ima precej nepravilno obliko z merami 36×32×30 km. Povprečna gostota je okoli 1,4 g/cm3, kar kaže na to, da je luna sestavljena v glavnem iz vodnega ledu in delno iz silkatnih kamnin. Ima visok geometrični albedo (okoli 1,67). Njena površina je zelo svetla. 